# Prosopoconus fuscigenu
Prosopoconus fuscigenu är en tvåvingeart som beskrevs av Günther Enderlein 1922. Prosopoconus fuscigenu ingår i släktet Prosopoconus och familjen bredmunsflugor. Inga underarter finns listade i Catalogue of Life.